# Minutaleyrodes cherasensis
Minutaleyrodes cherasensis là một loài côn trùng cánh nửa trong họ Aleyrodidae, phân họ Aleyrodinae.
Minutaleyrodes cherasensis được Corbett miêu tả khoa học đầu tiên năm 1935.